# Maximilian Homberg
Maximilian „Maxi“ Homberg (* 25. Januar 2003 in München) ist ein deutscher Tennisspieler.

## Karriere
Homberg spielte bis 2021 auf der ITF Junior Tour. Dort erreichte er mit Rang 67 seine höchste Notierung in der Jugend-Weltrangliste. An den Grand-Slam-Turnieren nahm er nicht teil.
2022 erhielt Homberg ein Tennis-Stipendium an der Pepperdine University im kalifornischen Malibu, wo er das Fach International Business belegt und Mitglied des College-Tennis-Teams ist. 2024 wurde er als All-American im Einzel ausgezeichnet.
Bei den Profis spielte Homberg ab 2021 Turniere. Dabei spielte er hauptsächlich auf der ITF Future Tour und nahm bis 2022 zunächst verletzungsbedingt nur an wenigen Turnieren teil. Im April 2022 konnte Homberg zusammen mit Philip Florig im Doppel der BMW Open in München als Ersatzspieler ins Feld nachrücken, wodurch er zu seinem Debüt auf der ATP Tour kam. Sie unterlagen dort der Paarung aus Roman Jebavý und Andrés Molteni in zwei Sätzen. Auch während des Studiums war er zeitweise aktiv: Im Doppel schaffte er 2024 einen Turniersieg in Umag mit seinem College-Teamkollegen Edward Winter; im Einzel gewann er sein erstes Turnier auf der Future Tour im August desselben Jahres in Überlingen. Im Einzel konnte sich Homberg mit Platz 861 Mitte 2024 erstmals in den Top 1000 der Tennisweltrangliste platzieren.